# 馬克羅尼索斯島

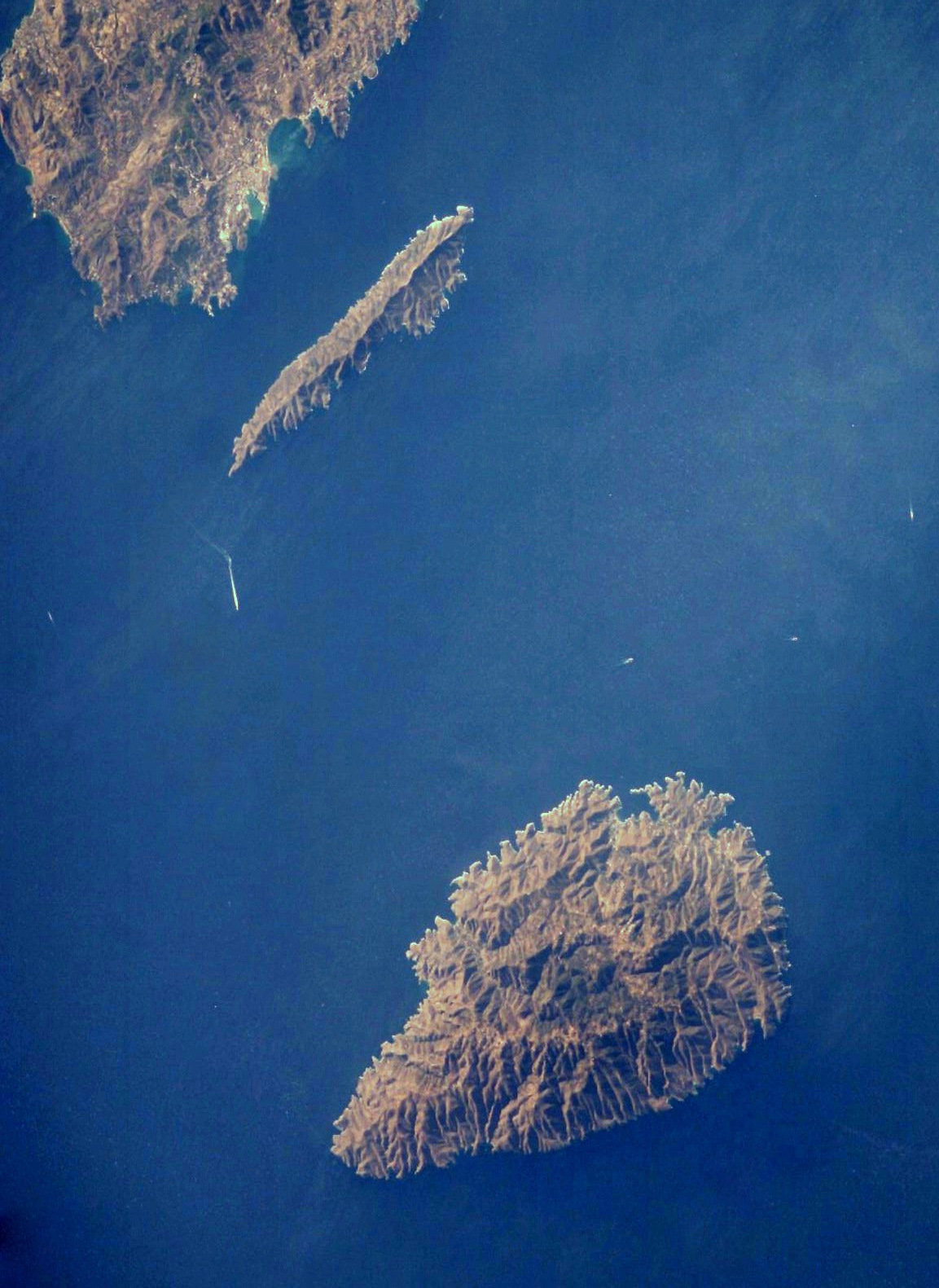
马克罗尼索斯岛的卫星图片，上方狭长的小岛

馬克羅尼索斯島（直译：长岛）是希臘爱琴海的一座島嶼，位於阿提卡半岛附近的，屬於基克拉澤斯群島的一部分。行政上该岛隶属于南愛琴大區凯阿-基斯诺斯专区的凯阿市镇。岛屿成狭长状，長13.5公里、寬2.5公里，面積18.427平方公里，最高點海拔高度280米。岛上干旱多裸露岩石，是希腊無人居住的最大岛屿。
1940年代至1970年代，它是当时政治监狱的所在地。

## 外部連結
- 凯阿市镇官方网站 （页面存档备份，存于） （希腊文）

37°42′04″N 24°07′29″E / 37.70111°N 24.12472°E